# William Logan (Radsportler)
William T. „Buster“ Logan (* 9. Dezember 1914 in Hackettstown; † 2. Oktober 2002 in Belleville (New Jersey)) war ein US-amerikanischer Radrennfahrer und nationaler Meister im Radsport.

## Sportliche Laufbahn
Logan war im Bahnradsport aktiv. Er war Teilnehmer der Olympischen Sommerspiele 1936 in Berlin. Im 1000-Meter-Zeitfahren wurde er 10. des Wettbewerbs. Im Tandemrennen wurde er mit seinem Partner Al Sellinger auf dem 5. Platz klassiert. In der Mannschaftsverfolgung wurde das Team der USA mit Albert Byrd, William Logan, Charles Morton und John Sinibaldi auf dem 11. Rang klassiert. 
Nach den Olympischen Spielen blieb er ein Jahr lang in Europa und nahm an Rennen teil, kehrte dann aber nach New Jersey zurück. 1940 siegte er in der nationalen Meisterschaft im Sprint der Amateure.